# Mansur Isaev
Mansur Mustafaevič Isaev (in russo Мансур Мустафаевич Исаев?; Buynaksk, 23 settembre 1986) è un judoka russo, campione olimpico nella categoria fino a 73 kg a Londra 2012.

## Palmarès
- Giochi olimpici estivi

2012 - Londra: oro nei 73 kg.
- Campionato mondiale di judo

2009 - Rotterdam: bronzo nei 73 kg.